# American Jewish History
American Jewish History es una revista académica y la publicación oficial de la American Jewish Historical Society. Fue fundada en 1892 y versa sobre todos los aspectos de la experiencia judía en los Estados Unidos, incluyendo discusiones de cultura, religión y política. Antiguamente se llamó Publications of the American Jewish Historical Society y American Jewish Historical Quarterly. Está considerada como la primera publicación en su campo.  Los editores en jefe actuales (2021) de la revista son Jessica Cooperman ( Muhlenberg College ), Judah M. Cohen ( Universidad de Indiana) y Marni Davis ( Universidad Estatal de Georgia ). El anterior  redactor jefe de la revista fue Eric L. Goldstein de la Universidad Emory. La revista se publica trimestralmente en marzo, junio, septiembre y diciembre por la editorial Johns Hopkins University Press.

## Métricas de revista
2024
- Web of Science Group : N.D.
- Índice h de Google Scholar: 10
- Scopus: 0.18